# 紫青低紋鮨
紫青低紋鮨，為輻鰭魚綱鱸形目鱸亞目鮨科的其中一種，分布於中西大西洋區，包括美國佛羅里達州、墨西哥、貝里斯、巴拿馬、海地、巴哈馬群島、牙買加、開曼群島等海域，棲息深度3-45公尺，體長可達14.3公分，生活在珊瑚礁區，為底棲性魚類，屬肉食性，可做為觀賞魚。